# Polyplectropus nubigenus
Polyplectropus nubigenus är en nattsländeart som först beskrevs av Hagen 1859.  Polyplectropus nubigenus ingår i släktet Polyplectropus och familjen fångstnätnattsländor. Inga underarter finns listade i Catalogue of Life.